# Хрущёвка (Гомельская область)
Хрущёвка (бел. Хрушчоўка) — посёлок в Даниловичском сельсовете Ветковского района Гомельской области Белоруссии.

## География

### Расположение
В 16 км на северо-запад от Ветки, 14 км от железнодорожной станции Лазурная (на линии Жлобин — Гомель), 20 км от Гомеля.

### Гидрография
На западе и юге мелиоративные каналы, соединенные с рекой Беличанка (приток реки Уза).

## Транспортная сеть
Транспортные связи по просёлочной, затем автомобильной дороге Даниловичи — Ветка. Планировка состоит из прямолинейной меридиональной улицы, застроенной деревянными домами усадебного типа.

## История
Основан в 1920-х годах переселенцами из соседних деревень на бывших помещичьих землях. В 1930 году жители вступили в колхоз. 3 жителя во время Великой Отечественной войны погибли на фронте. В 1959 году в составе колхоза «Заря» (центр — деревня Пыхань).

## Население

### Численность
- 2004 год — 3 хозяйства, 4 жителя.

### Динамика
- 1940 год — 47 дворов, 116 жителей.
- 1959 год — 105 жителей (согласно переписи).
- 2004 год — 3 хозяйства, 4 жителя.